# Alaa Mayhoub
Alaa Mayhoub (ar. علاء ميهوب; ur. 9 stycznia 1962) – egipski piłkarz grający na pozycji środkowego pomocnika. W swojej karierze grał w reprezentacji Egiptu.

## Kariera klubowa
Swoją karierę piłkarską Mayhoub rozpoczął w klubie Al-Ahly Kair, w którym zadebiutował w 1981 roku. Grał w nim do 1992 roku. Wraz z Al-Ahly pięciokrotnie został mistrzem Egiptu w sezonach 1981/1982, 1984/1985, 1985/1986, 1986/1987 i 1988/1989 oraz zdobył sześć Pucharów Egiptu w sezonach 1982/1983, 1983/1984, 1984/1985, 1988/1989, 1990/1991 i 1991/1992. W latach 1982 i 1987 wygrał Puchar Mistrzów, a w latach 1984, 1985 i 1986 Puchar Zdobywców Pucharów. W sezonie 1992/1993 grał w Olympic Club Aleksandria, w którym zakończył karierę.

## Kariera reprezentacyjna
W reprezentacji Egiptu Mayhoub zadebiutował w 1983 roku. W 1986 roku został powołany do kadry na Puchar Narodów Afryki 1986. Z Egiptem wywalczył mistrzostwo Afryki. Na tym turnieju rozegrał dwa mecze: grupowy z Senegalem (0:1) i finałowy z Kamerunem (0:0, k. 5:4). W 1990 roku został powołany przez selekcjonera Mahmouda El-Gohary'ego do kadry na Mistrzostwa Świata we Włoszech. Tam był rezerwowym i nie rozegrał żadnego spotkania. W kadrze narodowej grał do 1990 roku.